# Valle de Wright
El valle de Wright es el valle central de los valles secos de McMurdo dentro de las montañas Transantárticas, en la Antártida. Está situado  al oeste del estrecho de McMurdo. El extremo occidental del valle se conoce con el nombre de Laberinto. El valle toma su nombre del explorador canadiense C. S. Wright.
Dentro del valle de Wright está el río Onyx, que es el más grande de la Antártida, el lago Brownworth, que es el origen del río Onyx y el lago Vanda, llenado por el río Onyx. En su parte suroeste está el lago Don Juan, que es hipersalino.  
Aunque varias partes del sistema del valle fueron descubiertas en 1903 por la expedición Discovery dirigida por Robert Falcon Scott, la parte central del valle no se descubrió hasta que se tomaron fotografías aéreas en 1947.
Hacia la década de 1960 los científicos se interesaron por el hecho de que este y otros valles hubieran permanecido libres de hielo como mínimo desde hace miles de años. También el lago Vanda presenta unas características térmicas inusuales: aunque cubierto por aproximadamente 3 metros de hielo durante todo el año, las temperaturas del lago de 25 °C se han medido con fiabilidad a una profundidad de 65 metros.
El aumento de la actividad en los campos de verano y la clara necesidad de establecer un registro invernal llevaron a la División Antártica de Nueva Zelanda y a la National Science Foundation de Estados Unidos a planificar una base más permanente en el Valle. En 1968, Nueva Zelanda estableció la base Vanda cerca del extremo oriental del lago Vanda.